# Lumigon
Lumigon var en dansk teknologivirksomhed baseret i København, der producerede højteknologiske smartphones med Google Android operativsystemet. Lumigon var den første virksomhed i Danmark, som designede, udviklede og fremstillede sine egne smartphones og tilbehør.[kilde mangler] Alle Lumigon-produkter, funktioner, apps og brugerflade var designet og udviklet internt i virksomhedens hovedkvarter i København.[kilde mangler] Virksomheden gik konkurs i september 2017. 
Lumigons design var inspireret af de funktionalistiske filosofier inden for dansk industriel design og arkitektur, der opstod i midten af det 20. århundrede: enkelhed, minimalisme og håndværk. 
Telenor Danmark var den første operatør, som introducerede Lumigon i deres produktlinje. Telenor Danmark solgte Lumigon-produkter landsdækkende i deres danske butikker og online forretninger,[kilde mangler] samt gennem CBB og BiBoB, som også ejes af Telenor.  

## Historie
Lumigon blev grundlagt i 2009 af den danske IT-entreprenør Lars Gravesen, som så et behov på markedet, for smartphones, der kombinerede kreativt design og kvalitet med godt gennemtænkte og nyttige dagligdagsfunktioner. Lars Gravesen havde allerede erfaring fra flere ekstremt succesfulde software-startups såsom DanTeam, Zyb og Excitor. 
Lars Gravesens omfattende erfaring var uden tvivl en afgørende faktor for at Lumigon fik sin første telefon på markedet - T1 - inden for det første år af virksomhedens eksistens. T1 var udstyret med Bang & Olufsen lyd og flere andre unikke funktioner såsom en indbygget universal fjernbetjening. Lumigon fulgte op med T2, der blev lanceret i februar 2010. Den nuværende model er T2 HD, som blev lanceret i marts 2014 og blev godt modtaget af både pressen og offentlighedenen.
Selskabet gik konkurs i september 2017 efter at selskabet havdetabt over 125 millioner over fem år.

## Produkter
Lumigon lancerede tre smartphones: T1, T2, T2 HD og T3 og designede og udviklede eget tilbehør såsom headsets, dockingstationer og opladere.